# Tom Clancy's Splinter Cell: Blacklist
Tom Clancy's Splinter Cell: Blacklist är ett actionäventyr-sneak 'em up-spel utvecklat och utgivet av Ubisoft under augusti 2013 till Microsoft Windows, Playstation 3, Xbox 360 och Wii U. Det är den sjunde delen i Splinter Cell-serien och en direkt uppföljare till Splinter Cell: Conviction.

## Handling
En terroristgrupp kallad The Engineers hotar USA med attacker, de kräver att landet skickar tillbaks sina arméer, om USA inte gör det kommer The Engineers utföra nya attacker. Sam Fisher och hans team reser olika platser för att ta reda på vilket som blir The Engineers nästa mål.

## Spelupplägg

### Kampanj
Som i tidigare spel styr spelaren Sam Fisher som smyger omkring nivåer med AI-styrda fiender, man har olika hjälpmedel som vapen och utrustning. Man kan få nya tillgångar om man klarar ut nivåer beroende på hur skickligt spelaren utför sina uppdrag.

### Multiplayer
Spelet har ett multiplayer-läge med titeln "Spies vs. Mercs", denna finns även med i Splinter Cell: Pandora Tomorrow. Det är ett lagbaserat spelarläge.

### Co-op
I Co-op kan spelare samarbeta online i kampanjen.